# Umidigi
Umidigi (anteriormente conocido como UMI) es un fabricante chino de teléfonos inteligentes con sede en la ciudad de Shenzhen. Se registró en febrero de 2012 y su primer teléfono se lanzó en julio de ese año.

## Productos
Umidigi ha lanzado 55 teléfonos.
| Modelo                          | Dimensiones (WxHxT mm) | Peso  | Pantalla            | Resolución  | Almacenamiento interno | Memoria | Cámara trasera             | Cámara frontal | Batería  | Procesador                                     | Sistema operativo | Fecha de lanzamiento AA.MM |
| ------------------------------- | ---------------------- | ----- | ------------------- | ----------- | ---------------------- | ------- | -------------------------- | -------------- | -------- | ---------------------------------------------- | ----------------- | -------------------------- |
| X1                              | 68.0 x 129.0 x 8.5     | 125 g | 4.5" IPS Capacitive | 720 x 1280  | 4 GB                   | 1 GB    | 8 MP                       | 2.1 MP         | 1750 mAh | 2 cores 1.0 GHz                                | 4.1.1 Jelly Bean  | 2012.10                    |
| X2                              | 70.0 x 141.0 x 8.9     | 155 g | 5.0" IPS Capacitive | 1080 x 1920 | 32 GB                  | 1 GB    | 12.58 MP                   | 2 MP           | 2500 mAh | 4 cores 1.5 GHz                                | 4.1.2 Jelly Bean  | 2013.03                    |
| Cross                           | 90.0 x 174.0 x 9.0     | 232 g | 6.4" IPS Capacitive | 1080 x 1920 | 32 GB                  | 2 GB    | 12.8 MP                    | 8 MP           | 4180 mAh | 4 cores 1.5 GHz                                | 4.2.1 Jelly Bean  | 2013.12                    |
| X2S                             | 70.0 x 141.0 x 8.9     | 169 g | 5.0" IPS Capacitive | 1080 x 1920 | 32 GB                  | 2 GB    | 13.13 MP                   | 2 MP           | 2500 mAh | 8 cores 1.7 GHz                                | 4.2.2 Jelly Bean  | 2013.12                    |
| X3                              | 76.5 x 154.0 x 8.1     | 186 g | 5.5" IPS Capacitive | 1080 x 1920 | 16 GB                  | 2 GB    | 13 MP                      | 8 MP           | 3150 mAh | 8 cores 1.66 GHz                               | 4.2.2 Jelly Bean  | 2014.02                    |
| X1 Pro                          | 69.0 x 139.0 x 9.3     | 156 g | 4.7" IPS Capacitive | 720 x 1280  | 4 GB                   | 1 GB    | 4.92 MP                    | 0.3 MP         | 2150 mAh | 4 cores 1.4 GHz                                | 4.2.2 Jelly Bean  | 2014.03                    |
| C1                              | 76.5 x 154.5 x 7.9     | 160 g | 5.5" IPS Capacitive | 720 x 1280  | 16 GB                  | 1 GB    | 8 MP                       | 1.9 MP         | 2430 mAh | 4 cores 1.3 GHz                                | 4.4.2 KitKat      | 2014.07                    |
| Zero                            | 70.5 x 146.0 x 6.4     | 145 g | 5.0" Super AMOLED   | 1080 x 1920 | 16 GB                  | 2 GB    | 12.78 MP                   | 7.99 MP        | 2780 mAh | 8 cores 2.0 GHz                                | 4.4.2 KitKat      | 2014.10                    |
| Zero 2                          | 76.2 x 152.6 x 8.0     | 150 g | 5.2" Super AMOLED   | 1080 x 1920 | 16 GB                  | 3 GB    | 13 MP                      | 8 MP           | 3350 mAh | 4 cores 1.7 GHz                                | 5.1 Lollipop      | 2014.10                    |
| Hammer                          | 71.6 x 144.0 x 7.9     | 168 g | 5.0" TFT Capacitive | 720 x 1280  | 16 GB                  | 2 GB    | 13 MP                      | 3.1 MP         | 2250 mAh | 4 cores 1.5 GHz                                | 4.4.2 KitKat      | 2015.04                    |
| eMAX                            |                        |       |                     |             |                        |         |                            |                |          |                                                |                   |                            |
| Iron                            | 76.5 x 152.3 x 7.9     | 148 g | 5.5" TFT Capacitive | 1080 x 1920 | 16 GB                  | 3 GB    | 13 MP                      | 8 MP           | 3350 mAh | 8 cores 1.5 GHz                                | 5.1 Lollipop      | 2015.06                    |
| Hammer S                        | 77.4 x 154.0 x 8.5     | 200 g | 5.5" IPS Capacitive | 720 x 1280  | 16 GB                  | 2 GB    | 13 MP                      | 1.9 MP         | 3200 mAh | 4 cores 1.0 GHz                                | 5.1 Lollipop      | 2015.09                    |
| Fair                            | 72.0 x 143.0 x 8.4     | 144 g | 5.0" IPS            | 720 x 1280  | 8 GB                   | 1 GB    | 13 MP                      | 2 MP           | 2000 mAh | 4 cores 1.0 GHz                                | 5.1 Lollipop      | 2015.09                    |
| Iron Pro                        | 76.5 x 152.3 x 7.9     | 148 g | 5.5" IPS            | 1080 x 1920 | 16 GB                  | 3 GB    | 13 MP                      | 8 MP           | 3100 mAh | 8 cores 1.3 GHz                                | 5.1 Lollipop      | 2015.09                    |
| eMAX Mini                       |                        |       |                     |             |                        |         |                            |                |          |                                                |                   | 2015.08                    |
| Rome                            |                        |       |                     |             |                        |         |                            |                |          |                                                |                   | 2015.11                    |
| Touch                           |                        |       |                     |             |                        |         |                            |                |          |                                                |                   | 2015.12                    |
| Rome X                          |                        |       |                     |             |                        |         |                            |                |          |                                                |                   | 2015.09                    |
| Touch X                         |                        |       |                     |             |                        |         |                            |                |          |                                                |                   | 2016.04                    |
| Super                           |                        |       |                     |             |                        |         |                            |                |          |                                                |                   | 2016.05                    |
| London                          |                        |       |                     |             |                        |         |                            |                |          |                                                |                   | 2016.06                    |
| Max                             |                        |       |                     |             |                        |         |                            |                |          |                                                |                   | 2016.08                    |
| Plus                            |                        |       |                     |             |                        |         |                            |                |          |                                                |                   | 2016.09                    |
| Diamond                         |                        |       |                     |             |                        |         |                            |                |          |                                                |                   | 2016.10                    |
| Diamond X                       |                        |       |                     |             |                        |         |                            |                |          |                                                |                   | 2016.11                    |
| Plus E                          |                        |       |                     |             |                        |         |                            |                |          |                                                |                   | 2016.10                    |
| Z                               |                        |       |                     | 1080 x 1920 | 32 GB                  | 4 GB    | 13 MP                      | 13 MP          | 3750 mAh | 10 cores 2.6 GHz                               | 6.0 Marshmallow   | 2016.12                    |
| Z Pro                           | 76.8 x 154.6 x 8.2     | 175 g | 5.5" IPS            | 1080 x 1920 | 32 GB                  | 4 GB    | 13 MP + 13 MP              | 13 MP          | 3780 mAh | 10 cores 2.6 GHz                               | 6.0 Marshmallow   | 2017.02                    |
| C Note                          |                        |       |                     |             |                        |         |                            |                |          |                                                |                   | 2017.03                    |
| G                               |                        |       |                     |             |                        |         |                            |                |          |                                                |                   | 2017.05                    |
| Z1                              | 76.0 x 154.0 x 8.2     | 173 g | 5.5" IPS            | 1080 x 1920 | 64 GB                  | 6 GB    | 13 MP                      | 5 MP           | 3820 mAh | 8 cores 2.3 GHz                                | 7.0 Nougat        | 2017.06                    |
| Z1 Pro                          | 76.0 x 154.0 x 7.0     | 154 g | 5.5"                | 1080 x 1920 | 64 GB                  | 6 GB    | 13 MP                      | 5 MP           | 3779 mAh | 8 cores 2.3 GHz                                | 7.0 Nougat        | 2017.06                    |
| C Note 2                        | 76.5 x 155.8 x 8.0     | 160 g | 5.5"                | 1080 x 1920 | 64 GB                  | 4 GB    | 13 MP                      | 5 MP           | 4000 mAh | 8 cores 1.5 GHz                                | 7.0 Nougat        | 2017.06                    |
| S                               | 75.6 x 154.9 x 8.5     | 167 g | 5.5"                | 1080 x 1920 | 64 GB                  | 4 GB    | 13 MP                      | 5 MP           | 4000 mAh | 8 cores 2.4 GHz                                | 7.0 Nougat        | 2017.07                    |
| C2                              |                        |       |                     |             |                        |         |                            |                |          |                                                |                   | 2017.07                    |
| Crystal                         |                        |       |                     |             |                        |         |                            |                |          |                                                |                   | 2017.06                    |
| S2                              | 75.0 x 158.0 x 8.9     | 185 g | 6.0" IPS Capacitive | 720 x 1440  | 64 GB                  | 4 GB    | 13 MP                      | 5 MP           | 5100 mAh | 8 cores 2.3 GHz                                | 6.0 Marshmallow   | 2017.08                    |
| S2 pro                          | 74.6 x 158.1 x 8.8     | 186 g | 6.0"                | 1080 x 2160 | 128 GB                 | 6 GB    | 13 MP                      | 16 MP          | 5100 mAh | 8 cores 2.6 GHz                                | 7.0 Nougat        | 2017.08                    |
| A1                              | 69.1 x 145.3 x 8.9     | 173 g | 5.5"                | 720 x 1440  | 16 GB                  | 3 GB    | 13 MP                      | 5 MP           | 3150 mAh | 4 cores 1.5 Ghz                                | 8.1 Oreo          | 2018.04                    |
| Z2/Z2 pro                       | 74.4 x 153.4 x 8.3     | 165 g | 6.2"                | 1080 x 2246 | 64 GB                  | 6 GB    | 16 MP + 8 MP               | 16 MP + 8 MP   | 3850 mAh | 8 cores 2.0 Ghz                                | 8.1 Oreo          | 2018.07                    |
| One                             | 71.4 x 148.4 x 8.3     | 165 g | 5.9''               | 720 x 1520  | 32 GB                  | 4 GB    | 12 MP + 5 MP               | 16 MP          | 3250 mAh | 8 cores 1.5 GHz                                | 8.1 Oreo          | 2018.08                    |
| One Pro                         | 71.4 x 148.4 x 8.3     | 165 g | 5.9''               | 720 x 1520  | 64 GB                  | 4 GB    | 12 MP + 5 MP               | 16 MP          | 3250 mAh | 8 cores 1.5 GHz                                | 8.1 Oreo          | 2018.08                    |
| Z2 Special Edition              | 74.4 x 153.4 x 8.3     | 165 g | 6.2"                | 1080 x 2246 | 64 GB                  | 4 GB    | 16 MP + 8 MP               | 16 MP + 8 MP   | 3850 mAh | 8 cores 2.0 GHz                                | 8.1 Oreo          | 2018.06                    |
| A3                              | 70.2 x 147.2 x 8.5     | 186 g | 5.5"                | 720 x 1440  | 16 GB                  | 2 GB    | 12 MP + 5 MP               | 8 MP           | 3300 mAh | 4 cores 1.5 GHz                                | 8.1 Oreo          | 2018.09                    |
| A3 Pro                          | 70.2 x 147.2 x 8.5     | 187 g | 5.7"                | 720 x 1512  | 32 GB                  | 3 GB    | 12 MP + 5 MP               | 8 MP           | 3300 mAh | 4 cores 1.5 GHz                                | 8.1 Oreo          | 2018.09                    |
| One Max                         | 75.6 x 156.8 x 8.4     | 180 g | 6.3"                | 720 x 1520  | 128 GB                 | 4 GB    | 12 MP + 5 MP               | 16 MP          | 4150 mAh | 8 cores 4 2.0 GHz                              | 8.1 Oreo          | 2018.12                    |
| One Max Infinite display (Lite) | 75.6 x 156.8 x 8.4     | 180 g | 5.5"                | 720 x 1520  | 32 GB                  | 4 GB    | 12 MP + 5 MP               | 16 MP          | 4000 mAh | 8 cores 4 2.0 GHz                              | 8.1 Oreo          | 2018.12                    |
| S3 Pro                          | 74.7 x 157.0 x 8.5     | 217 g | 6.3"                | 1080 x 2340 | 128 GB                 | 6 GB    | 48 MP + 12 MP              | 20 MP          | 5150 mAh | 4x Cortex-A73 2.1 GHz & 4x Cortex-A53 2.0 GHz  | 9.0 Pie           | 2019.02                    |
| F1 Play                         | 74.3 x 156.9 x 8.8     | 193 g | 6.3"                | 1080 x 2340 | 64 GB                  | 6 GB    | 48 MP + 8 MP               | 16 MP          | 5150 mAh | 4x Cortex-A73 2.0 GHz & 4x Cortex-A53 2.0 GHz  | 9.0 Pie           | 2019.03                    |
| Power                           | 74.5 x 157.0 x 8.8     | 190 g | 6.3"                | 1080 x 2340 | 64 GB                  | 4 GB    | 16 MP + 5 MP               | 16 MP          | 5150 mAh | 8x Cortex-A53 up to 2.3 GHz                    | 9.0 Pie           | 2019.04                    |
| A5 Pro                          | 75.9 x 156.0 x 8.2     | 203 g | 6.3"                | 1080 x 2280 | 32 GB                  | 4 GB    | 16 MP + 8 MP + 5 MP        | 16 MP          | 4150 mAh | 4x Cortex-A53 2.0 GHz & 4x Cortex-A53 1.5 GHz  | 9.0 Pie           | 2019.04                    |
| X                               | 75.59 x 158.6 x 8.1    | 202 g | 6.35" AMOLED        | 720 x 1548  | 128 GB                 | 4 GB    | 48 MP + 8 MP + 5 MP        | 8 MP           | 4150 mAh | 4x Cortex-A73 2.1 GHz & 4x Cortex-A53 1.95 GHz | 9.0 Pie           | 2019.08                    |
| F2                              | 77. 7 x 162.6 x 8.7    | 215 g | 6.53"               | 1080 x 2340 | 128 GB                 | 6 GB    | 48 MP + 13 MP + 5 MP + 5MP | 32 MP          | 5150 mAh | 4x Cortex-A73 2.0 GHz & 4x Cortex-A53 2.0 GHz  | 10                | 2019.10                    |
| Power3                          | 77. 2 x 162.1 x 10.3   | 228 g | 6.53"               | 1080 x 2340 | 64 GB                  | 4 GB    | 48 MP + 13 MP + 5 MP + 5MP | 16 MP          | 6150 mAh | 4x Cortex-A73 2.0 GHz & 4x Cortex-A53 2.0 GHz  | 10                | 2019.11                    |
| S5 Pro                          | 75.7 x 159.2 x 9.6     | 202g  | 6,39''              | 1080 x 2340 | 256GB                  | 6GB     | 48MP + 16MP + 5MP +5MP     | 16MP           | 4680mAh  | Mediatek Helio G90T                            | 10                | 2020.04                    |

Umidigi también tiene 2 pares de auriculares inalámbricos, 2 relojes inteligentes, un combo de trípode / stick selfie bluetooth y una plataforma de carga inalámbrica; Estos productos se denominan Ubeats, Upod, Uwatch, Selfie Stick y Q1.